# Riesi rosso novello
Il  Riesi rosso novello è un vino a DOC che può essere prodotto nei comuni di Riesi, Butera, Mazzarino, tutti in provincia di Caltanissetta.

## Vitigni con cui è consentito produrlo
- Nero d'Avola e Cabernet Sauvignon insieme o singolarmente minimo 80%,
- altri vitigni a bacca rossa, non aromatici, idonei alla coltivazione per la provincia di Caltanissetta, fino ad un massimo del 20%.

## Tecniche produttive
Il vino Riesi rosso novello deve prodotto con la tecnica della macerazione carbonica su almeno il 40% delle uve.

## Caratteristiche organolettiche
- colore: rosso rubino più o meno intenso, talvolta con riflessi violacei;
- profumo: intenso, fruttato, gradevole;
- sapore: asciutto, fresco, caratteristico;
- residuo zuccherino: massimo: 10,00 g /l.;

## Produzione
Provincia, stagione, volume in ettolitri